# Universidade de Oita
A Universidade de Oita (大分大学, Ōita daigaku) é uma instituição de ensino superior localizada em Oita, no Japão.
A Universidade de Oita foi fundada em 1949, sendo que, em 1976, deu-se a criação da Universidade Médica de Oita, à época uma instituição separada.
Em 2003, a Universidade Médica de Oita foi integrada à Universidade de Oita, que, atualmente, conta com quatro faculdades e mais cinco cursos de pesquisas.